# Александрійський трамвай
Александрійський трамвай — система електричного трамваю Александрії (Єгипет); найстаріша в Африці і одна з найстаріших у світі трамвайних систем. Одна з трьох у світі трамвайних систем, де по сьогодні використовуються двоповерхові вагони.
Александрійський трамвай почав працювати в 1860 році. Спочатку використовувалася кінна, а згодом парова тяга, аж поки у 1902 році систему електрифікували.
Широкого застосування в Александрії набув рух трамваїв за системою багатьох одиниць. Так, трамваї ходять, як мінімум, двовагонними зчепками, в яких перший вагон —для чоловіків, другий — для жінок. Втім, цим правилом часто нехтують.
Александрійський трамвай складається з двох систем: «Tram Al Raml», або синьої, і «Tram Al Madina», або жовтої. Синя, обладнана в тому числі для двоповерхових вагонів, налічує 6 маршрутів, а жовта, «одноповерхова», — 13. У синій системі живлення здійснюється за допомогою пантографа, у жовтій — за допомогою штангового струмоприймача. Лінії синьої системи повністю відділені від проїжджої частини.

## Парк
- Японські Kinki Sharyo[en]/Fuji Heavy Industries 1982 (28 вагонів та 2 замовлені)
- Японські Kinki Sharyo 1975-1995 (25 вагонів з 6 двоповерховими вагонами)
- Угорські Ganz[en]-Mavag EMU 1985-86 (29 вагонів)
- Єгипетські SEMAF (ARE) 2009 (3 вагони - спроектовані Kinki Sharyo)
- Українські K-1E6 (8 вагонів та 15 замовлено)[2]

### Робочі вагони
- Австрійський Plasser & Theurer 1990s (1 робочий вагон - стабілізатор колії[en])
- Польські NEWAG Oberhausen 2005 (1 робочий вагон) та 1997 (1 робочий вагон)

## Галерея

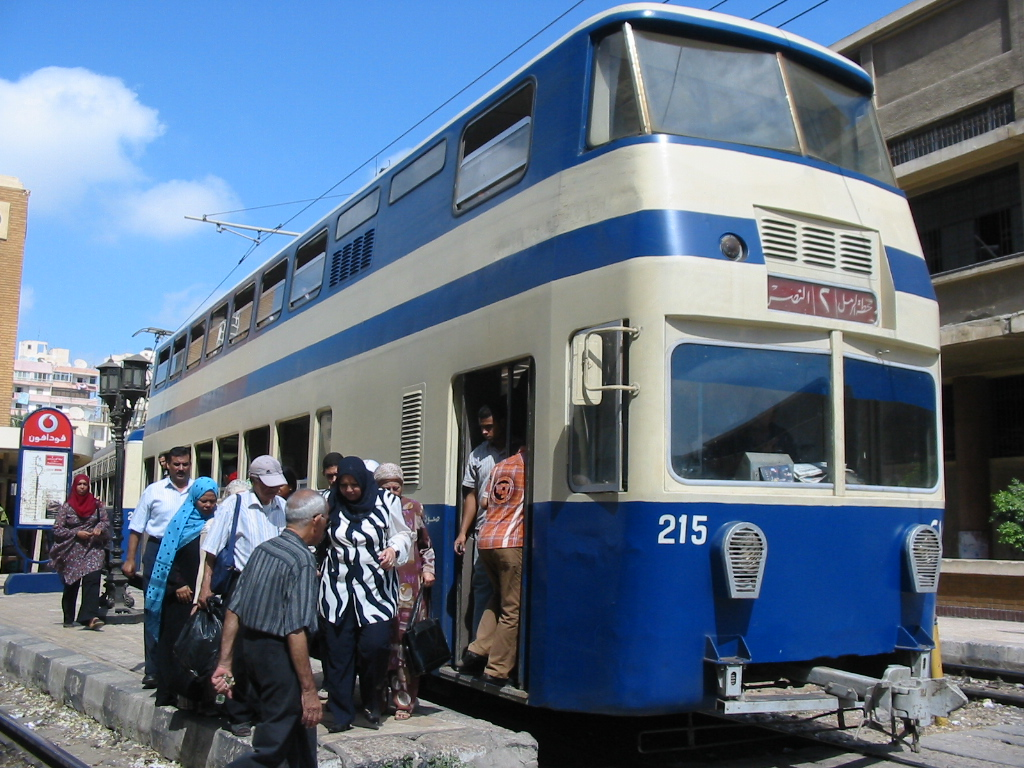
Двоповерховий вагон, 2008
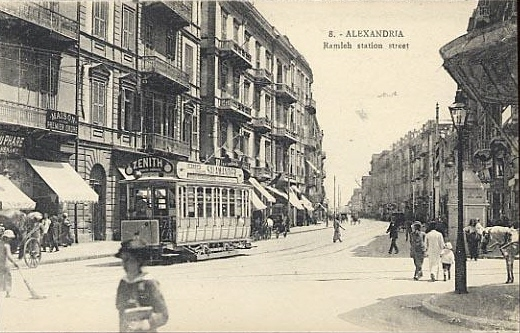
Жовта система, 1903
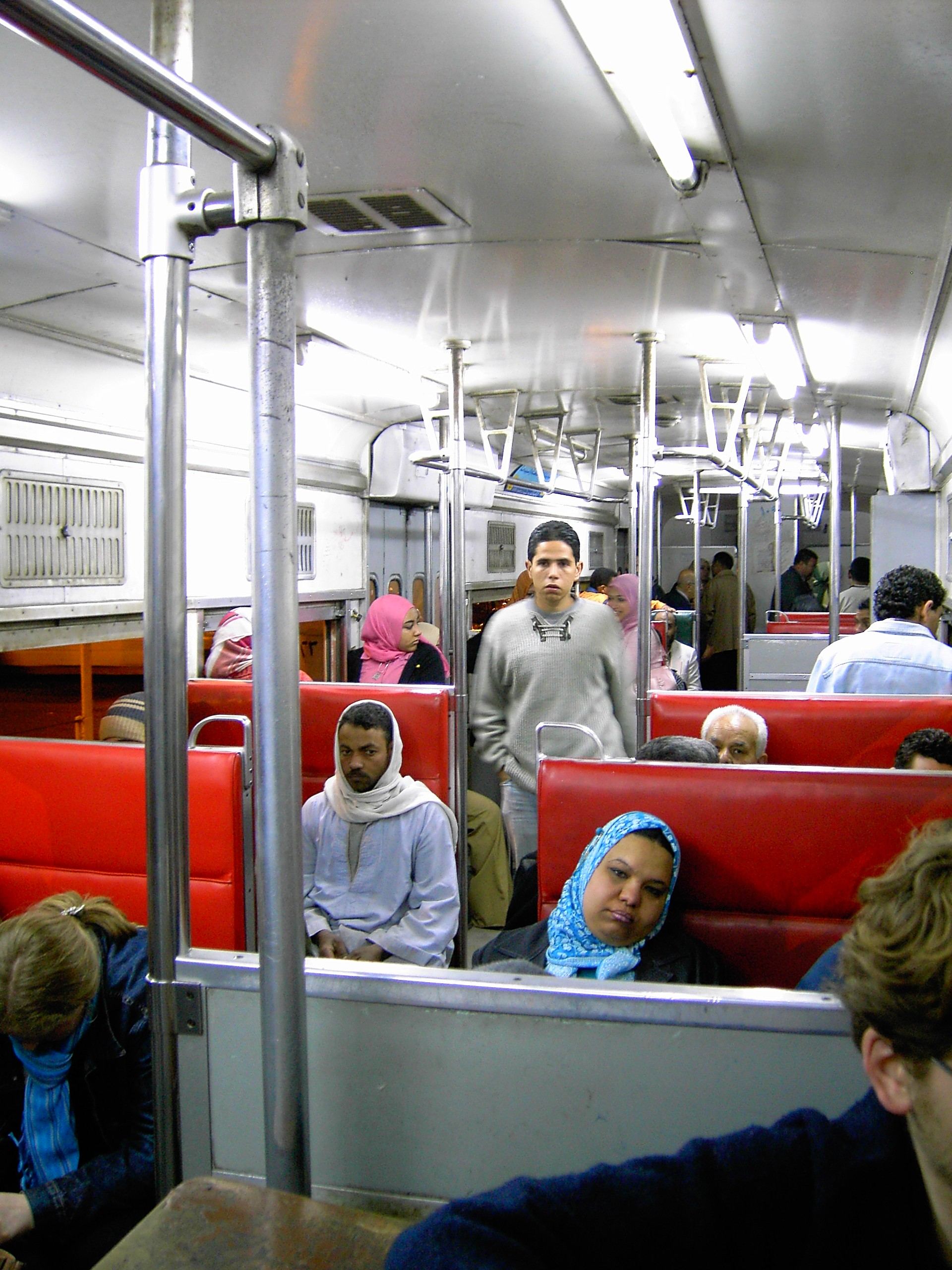
Інтер'єр вагону
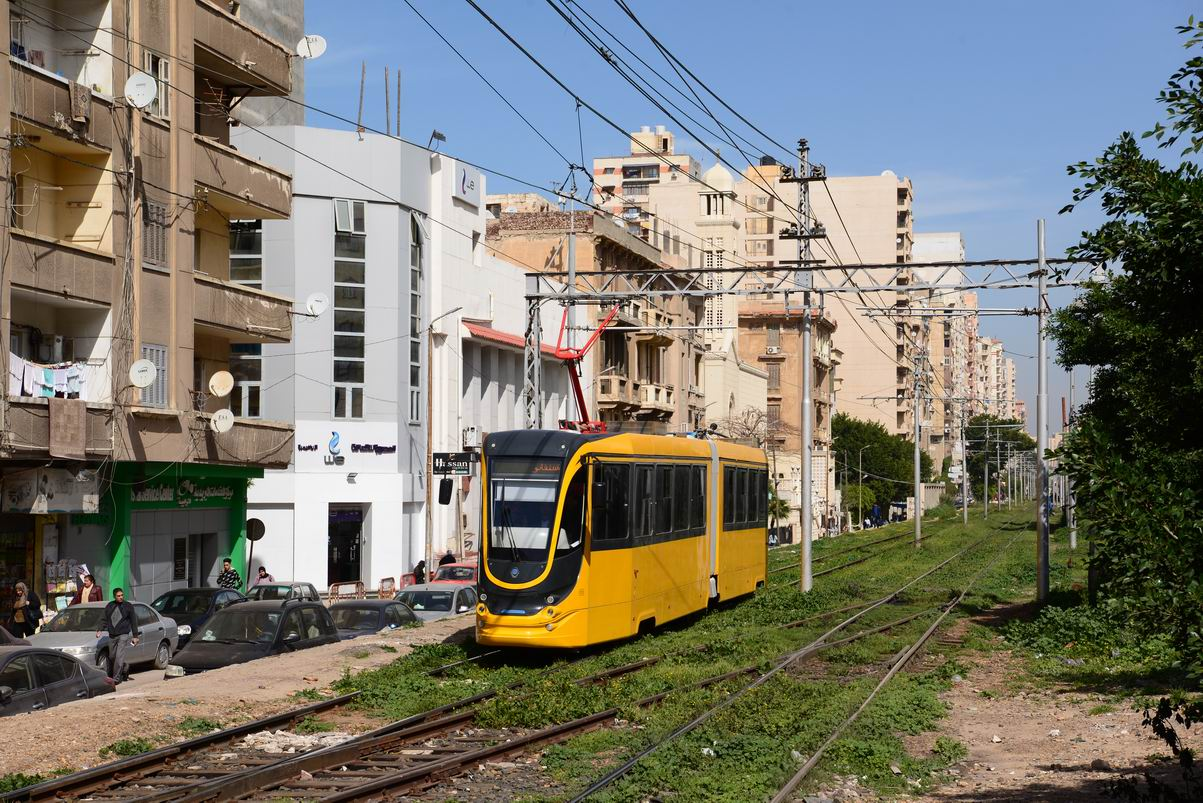
Вагон українського виробництва Татра-Юг, 2020